# ТЕС Norte Fluminense
22°18′21″ пд. ш. 41°52′54″ зх. д. / 22.30583° пд. ш. 41.88167° зх. д.
ТЕС Norte Fluminense — теплова електростанція у бразильському штаті Ріо-де-Жанейро. 
Станція має один енергоблок, споруджений за технологією комбінованого парогазового циклу. В 2003-му стали до ладу три газові турбіни потужністю по 180 МВт, які через відповідну кількість котлів-утилізаторів живлять одну парову турбіну з показником 240 МВт, яку запустили в 2004-му. 
Для охолодження використовують воду із річки Макае.
Як паливо ТЕС споживає природний газ, котрий надходить по газопроводу Gasduc.
Видача продукції відбувається по ЛЕП, розрахованій на роботу під напругою 345 кВ.
Проект спорудження ТЕС реалізувала французька енергетична корпорація Electricité de France (EDF).
В 2021 році EDF отримала екологічний дозвіл на спорудження ТЕС Norte Fluminense 2 потужністю 1713 МВт.
Можливо також відзначити, що біч-о-біч з майданчиком станції Norte Fluminense знаходиться ТЕС Макае.